# Jim Cash
Jim Cash (* 17. Januar 1947 in Boyne City, Charlevoix County, Michigan; † 25. März 2000 in East Lansing, Michigan) war ein US-amerikanischer Drehbuchautor und Hochschullehrer.

## Leben
Cash wuchs in Grand Rapids auf  und machte seinen Bachelor Of Arts 1970 in Englisch und seinen Master Of Arts in Radio und Fernsehen 1972 an der Michigan State University. Anschließend unterrichtete er seitdem dort als adjunct assistant professor Filmgeschichte. 1985 stiftete er das Jim Cash Creative Writing Award-Stipendium ein.
Während seiner Zeit als Dozent lernte er 1975 den Studenten Jack Epps Jr. kennen. In der MSU Union Grill schrieben sie 10 Filmideen auf Papierservietten und versuchten anschließend ihre Ideen auszuarbeiten und zu verkaufen. Aber erst 1986 gelang ihnen der Durchbruch mit Staatsanwälte küsst man nicht und Top Gun. Top Gun war das siebente unproduzierte Drehbuch von Jim Cash und Jack Epps. Sie hatten es Bruckheimer vorgestellt und weil gerade mehrere Filme über das Fliegen veröffentlicht wurden, wurde es abgelehnt. Erst nach einigen Produzentenwechseln akzeptierte man das Buch und verfilmte es.
Anfang 2000 wurde er wegen Darmbeschwerden ins Krankenhaus eingeliefert und verstarb einige Tage später.

## Filmografie (Auswahl)
- 1986: Staatsanwälte küsst man nicht (Legal Eagles)
- 1986: Top Gun – Sie fürchten weder Tod noch Teufel (Top Gun)
- 1987: Das Geheimnis meines Erfolges (The Secret of My Succe$s)
- 1989: Scott & Huutsch (Turner & Hooch)
- 1990: Dick Tracy
- 1997: Anaconda
- 2000: Die Flintstones in Viva Rock Vegas (The Flintstones in Viva Rock Vegas)

## Auszeichnungen
- Goldene Himbeere
  - 1998 – Schlechtestes Drehbuch – Anaconda (nominiert)